# 董釗
董 釗（とう しょう、繁体字: 董釗; 拼音: Dŏng Zhāo; ウェード式: Tung Chao）は、中華民国（台湾）の軍人。字は介生。陝西省西安府長安県の出身。

## 事績
西安同志学校を経て1924年に黄埔軍官学校第1期歩兵科に入学した。その後、孫文（孫中山）の警衛兵を経て、北京に赴き国民軍第2軍に加入している。1928年（民国17年）、軍事委員会政治訓練処参謀に任命され、1930年（民国19年）、国民革命軍第48師党務特派員に転じた。1931年（民国20年）、第28師参謀長として中国共産党（紅軍）包囲掃討作戦に参加している。1934年（民国23年）、第28師師長に昇進した。1936年（民国25年）12月、西安事件勃発に伴い祝紹周（洛陽中央軍官分校主任）の命で董釗は潼関を迅速に占領、西安の封鎖に成功した。事件解決後の1937年（民国26年）3月、董釗は蒲城で部隊の整備・訓練を行い、6月には廬山で自ら訓練を受けている。
日中戦争（抗日戦争）勃発後、董釗は部隊を率いて西安に戻り、西安警備司令兼防空副司令に就任した。しかし1938年（民国27年）春、部隊を率いて徐州の最前線に出撃し、台児荘の戦いに参戦している。9月、第16軍軍長に昇進、10月、河南省南部に赴き、羅信戦役を戦う。11月、西安に引き返して部隊の整備・訓練を進め、西安警備司令兼防空副司令に復任した。1940年（民国29年）11月、董釗は中国国民党中央訓練団に赴いて訓練を受けている。1941年（民国30年）1月、陝西省に引き返し部隊を率いて三原に駐屯、邠洛動員指揮官兼碉堡線封鎖指揮官となった。1942年（民国31年）4月、第34集団軍副総司令に昇進、1943年（民国32年）9月、晋陝綏辺区副総司令に移っている。1944年（民国33年）冬、董釗は陸軍大学将官班甲級第1期で訓練を受け、1945年（民国34年）1月卒業し第38集団軍総司令に昇進した。
日中戦争終結直後の1945年（民国34年）7月、山西省南部に部隊を率いて出撃し、陳賡率いる冀魯豫野戦軍太岳縦隊を相手に戦闘を繰り広げた。1946年（民国35年）5月、董釗の部隊は整編第1軍に改編され、董釗は同軍軍長に任ぜられた。1947年（民国36年）、胡宗南の命により延安を攻略した。1948年（民国37年）5月、第18綏靖区司令に就任、同年7月、祝紹周の後任として陝西省政府主席兼保安司令、陝西省党部主任委員となる。1949年（民国38年）5月、西安陥落が迫ったため漢中、さらに四川へ退却した。12月19日、各職から罷免された上で台湾へ逃れた。台湾では光復大陸設計研究委員会委員を務めている。1977年（民国66年）9月30日、台北市にて病没。享年76（満75歳）。